# Зелински, Рикардо
Рикардо Альберто Зелински (исп. Ricardo Alberto Zielinski, род. 14 октября 1959, Ланус, Буэнос-Айрес) — аргентинский футбольный тренер и бывший игрок, игравший на позиции полузащитника.

## Карьера
«Эль Русо» (прозвище Рикардо) начал свою игровую карьеру в «Сан-Тельмо» в 1979 году. Зелински также играл за «Архентино де Кильмес», «Чакарита Хуниорс», «Депортиво Мандию», «Депортиво Лаферрере» и «Итусайнго».
Он начал свою управленческую карьеру в 1994 году в качестве тренера своего бывшего клуба «Итусайнго». С 15 декабря 2010 по 30 июля 2016 года Зелински был менеджером «Бельграно». В своём первом сезоне он добился того, что «Бельграно» перешёл в Чемпионат Аргентины через плей-офф, победив «Ривер Плейт» со счётом 3:1 по сумме двух матчей, что впервые в их истории привело к понижению. 29 августа 2016 года Зелински подписал контракт с ФК «Расинг».
После ухода из «Расинга» Зелински руководил «Атлетико Тукуман» и «Эстудиантес де ла Плата». 17 ноября 2022 года он был назначен менеджером уругвайского клуба «Насьональ» вместо Пабло Репетто, выигравшего национальный чемпионат, но покинул его по обоюдному согласию 19 марта следующего года.

## Личная жизнь
Зелински родился в Аргентине и имеет польское происхождение.